# Eleição municipal de Campinas em 2024
A eleição municipal na cidade de Campinas em 2024 ocorreu no dia 6 de outubro (primeiro turno) e 27 de outubro e elegeu um prefeito, um vice-prefeito e 33 vereadores para a administração da cidade, que se iniciará em 1° de janeiro de 2025 e terminará em 31 de dezembro de 2028. O prefeito titular é Dário Saadi, do Republicanos, eleito em 2020. Por ainda estar em seu primeiro mandato, Saadi pode concorrer à reeleição.

## Contexto

### Eleição anterior
Dário Saadi disputou o munícipio de Campinas em 2020 representando o partido Republicanos. Pelo primeiro turno, o então candidato a prefeito ficou em primeiro lugar com 121 932 votos (25,78%), seguido do ex-vereador Rafael Zimbaldi, do PL, que conseguiu 103 397 votos (21,86%). No segundo turno, Saadi venceu a eleição com 222 030 votos (57,07%), derrotando Zimbaldi, que obteve 166 995 votos (42,93%).

### Eleitorado
Em junho de 2024, Campinas contava com 884.779 pessoas aptas a votar, cerca de 77,68% da população em relação à população total da cidade (1.139.047), segundo o Censo demográfico do Brasil de 2022. A cidade é dividida em 7 zonas eleitorais (33ª, 274ª, 275ª, 378ª, 379ª, 380ª e 423ª). Os eleitores tiveram até o dia 8 de maio para fazer a 1ª via ou a regularização do título junto ao cadastro biométrico.

## Calendário eleitoral
| Início        | Fim           | Atividades | Status    |
| ------------- | ------------- | --- | --------- |
| 7 de março    | 5 de abril    | Janela partidária para vereadores trocarem de partido visando concorrer às eleições sem perder o mandato. | Realizado |
| 6 de abril    | 6 de abril    | Data-limite para todas as legendas e federações partidárias obterem o registro dos estatutos no TSE e para todos os candidatos terem domicílio eleitoral na circunscrição em que desejam disputar as eleições com a filiação deferida pelo partido. | Realizado |
| 15 de maio    | 15 de maio    | Início da campanha de arrecadação prévia de recursos na modalidade de financiamento coletivo para pré-candidatos, sem realização de pedidos de voto e obedecendo a regras relativas à propaganda eleitoral na Internet.                             | Realizado |
| 20 de julho   | 5 de agosto   | Realização de convenções partidárias para deliberar sobre coligações e escolher candidatos às prefeituras e aos cargos de vereador. Os partidos têm até 15 de agosto para registrar os nomes na Justiça Eleitoral.                                  | Realizado |
| 16 de agosto  | 16 de agosto  | Início das campanhas eleitorais de forma igualitária, podendo qualquer publicidade ou manifestação com pedido explícito de voto antes da data ser considerada irregular e multada.                                                                  | Realizado |
| 30 de agosto  | 3 de outubro  | Veiculação da propaganda eleitoral gratuita no rádio e na televisão. | Realizado |
| 6 de outubro  | 6 de outubro  | Realização do primeiro turno das eleições municipais. | Realizado |
| 11 de outubro | 25 de outubro | Veiculação da propaganda eleitoral gratuita no rádio e na televisão para o segundo turno. | Realizado |
| 27 de outubro | 27 de outubro | Realização de um eventual segundo turno nas cidades com mais de 200 mil eleitores em que o candidato a prefeito mais votado não tenha atingido a metade mais um dos votos válidos.                                                                  | Realizado |

## Candidatos
O atual prefeito, Dário Saadi, do Republicanos tentará se reeleger ao cargo que ocupa. A candidatura deve receber apoio de partidos como PL, Podemos, PP, Solidariedade e PRD.
O deputado federal e ex-vereador (eleito em 2012 e reeleito em 2016), Pedro Tourinho, é o candidato pelo PT. O mesmo tentou se eleger ao cargo de prefeito em 2020, mas acabou ficando em 3º lugar com 96.905 votos (20,49%). O PSOL anunciou Edilene Santana como candidata a vice-prefeita na chapa de Tourinho.
Rafa Zimbaldi é candidato pelo Cidadania. O mesmo já foi vereador por quatro mandatos e presidente da Câmara Municipal em dois biênios. Foi eleito deputado estadual em 2018 e reeleito para o mesmo cargo em 2022. Raquel Rimoli foi anunciada como vice-prefeita na chapa de Zimbaldi pelo União Brasil.
Wilson Matos é candidato pelo NOVO, o mesmo tentou concorrer à prefeitura em 2020 pelo Patriota e acabou ficando em 5º lugar com 15.138 votos (3,20%).
A candidata Angelina Dias representa o Partido da Causa Operária na disputa pela prefeitura.

### Quadro de candidaturas
| Nº | Prefeito     | Prefeito       | Prefeito                      | Prefeito | Vice-prefeito | Vice-prefeito | Vice-prefeito     | Vice-prefeito       | Vice-prefeito | Coligação                                                                                               | Ref.         |
| Nº | Candidato(a) | Candidato(a)   | Partido Federação             | Cargos relevantes | Candidato(a)  | Candidato(a)  | Candidato(a)      | Partido Federação   | Cargos relevantes | Coligação                                                                                               | Ref.         |
| -- | ------------ | -------------- | ----------------------------- | --- | ------------- | ------------- | ----------------- | ------------------- | --- | --- | ------------ |
| 10 |              | Dário Saadi    | Republicanos                  | - Vereador de Campinas (1996–2012); - Presidente da Câmara dos Vereadores de Campinas (2005–2006); - Secretário de Esportes e Lazer de Campinas (2015–2020); - Prefeito de Campinas (2021–presente) |               |               | Wandão de Almeida | PSB                 | - Vice-prefeito de Campinas (2021–presente) | Campinas do Lado Certo Republicanos, PSB, PL, PODE, PP, Solidariedade, PRD, MDB, PSD, Avante, DC e PRTB | [ 9 ]        |
| 13 |              | Pedro Tourinho | PT FE Brasil                  | - Deputado federal por São Paulo (2023–presente); - Médico |               |               | Edilene Santana   | PSOL Fed. PSOL REDE | - Garçonete, vendedora, faxineira e trabalhadora de indústria química; - Membra do Sindicato dos Químicos Unificados e da Executiva Nacional da Intersindical | Mudança de Verdade FE BRASIL (PT, PCdoB e PV) e Fed. PSOL REDE                                          | [ 9 ] [ 11 ] |
| 23 |              | Rafa Zimbaldi  | Cidadania Fed. PSDB Cidadania | - Vereador de Campinas (2005–2019); - Presidente da Câmara dos Vereadores de Campinas (2015–2016; 2017–2018); - Deputado estadual de São Paulo (2019–presente)                                      |               |               | Raquel Rimoli     | UNIÃO               | - Bombeira militar | Coligação Campinas Uma Cidade para Todos Fed. PSDB Cidadania, UNIÃO, PDT, Agir e PMB                    | [ 9 ]        |
| 29 |              | Angelina Dias  | PCO                           | - Servidora pública |               |               | Júlia Brick       | PCO                 | - Administradora | Sem coligação                                                                                           | [ 13 ]       |
| 30 |              | Wilson Matos   | NOVO                          | - Empresário |               |               | Janaina Calvo     | NOVO                | - Economista | Sem coligação                                                                                           | [ 9 ]        |

### Desistências
- Zé Afonso (NOVO): Vereador de Campinas. Desistiu de sua candidatura para disputar o cargo de vereador.[14]
- Laura Leal (PSTU): Petroleira. Teve sua candidatura retirada pelo partido.[carece de fontes?]
- Edson Dorta (PCO): Agente postal. Teve sua candidatura retirada pelo partido em troca de Angelina Dias.[carece de fontes?]
- Paulo Gaspar (NOVO): Vereador de Campinas. Teve sua candidatura retirada pelo partido em 2 de julho após ser substituído por Wilson Matos.[15]

## Resultados

### Prefeito
Fonte: TSE
| Candidato(a) a prefeito(a)        | Candidato(a) a vice-prefeito(a)   | 1º turno 6 de outubro de 2024 | 1º turno 6 de outubro de 2024 |
| Candidato(a) a prefeito(a)        | Candidato(a) a vice-prefeito(a)   | Votação                       | Votação                       |
| Candidato(a) a prefeito(a)        | Candidato(a) a vice-prefeito(a)   | Votos                         | %                             |
| --------------------------------- | --------------------------------- | ----------------------------- | ----------------------------- |
| Dário Saadi (Republicanos)        | Wandão de Almeida (PSB)           | 355.800                       | 66,77%                        |
| Pedro Tourinho (PT)               | Edilene Santana (PSOL)            | 123.500                       | 23,18%                        |
| Rafa Zimbaldi (Cidadania)         | Raquel Rimoli (UNIÃO)             | 42.557                        | 7,99%                         |
| Wilson Matos (NOVO)               | Janaína Calvo (NOVO)              | 10.013                        | 1,88%                         |
| Angelina Dias (PCO)               | Júlia Brick (PCO)                 | 997                           | 0,19%                         |
| Votos a candidatos concorrentes   | Votos a candidatos concorrentes   | 532.867                       | 100%                          |
| → Votos a candidatos concorrentes | → Votos a candidatos concorrentes | 532.867                       | 87,26%                        |
| → Votos brancos                   | → Votos brancos                   | 31.560                        | 5,17%                         |
| → Votos nulos                     | → Votos nulos                     | 46.256                        | 7,57%                         |
| Total de votos                    | Total de votos                    | 610.683                       | 100%                          |
| → Total de votos                  | → Total de votos                  | 610.683                       | 69,03%                        |
| → Abstenções                      | → Abstenções                      | 274.043                       | 30,97%                        |
| Eleitores aptos a votar           | Eleitores aptos a votar           | 884.726                       | 100%                          |